# Beierochelifer peloponnesiacus peloponnesiacus
Beierochelifer peloponnesiacus peloponnesiacus es una subespecie de arácnido de la familia Cheliferidae del orden Pseudoscorpionida.

## Distribución geográfica
Se encuentra en Grecia.